# Hans Sommer
Hans Sommer (Remigen, 18 maggio 1920 – Lucerna, 27 marzo 2004) è stato un ciclista su strada svizzero.

## Carriera
Appena passato professionista, nel 1948, mise in mostra buone potenzialità conseguendo risultati apprezzabili in importati corse. Infatti, quel'anno, concluse a quarto posto la Milano-Torino e, nella corsa di casa, il Tour de Suisse concluse al terzo posto la classifica generale. In quella edizione della corsa a tappe elvetica sfiorò il successo sia nella prima tappa, prima semitappa, che nella terza tappa, seconda semitappa, venendo battuto in entrambe le occasioni in volata da Ferdi Kübler, vincitore anche della generale.
I buoni piazzamenti gli permisero di essere selezionato per i campionati del mondo, sarà la sua prima ed unica partecipazione.
Nel biennio successivo non mantenne però le aspettative ottenendo solo pochi piazzamenti in corse svizzere minori.
Tornò a buoni risultati nel 1951 conquistando piazzamenti importanti nelle principali corse in lina del suo paese fra cui il terzo posto al Campionato di Zurigo, e gli sfiggi di nuovo in volata, di nuovo a favore di Kübler, la vittoria di tappa al Tour de Suisse nella seconda tappa, prima semitappa. Venne quindi selezionato per partecipare al Tour de France, che concluse, ottenendo anche alcuni buoni piazzamenti di giornata nei primi dieti, ed accompagnando al trionfo proprio Hugo Koblet.
Nel 1952 riuscì a vincere la Nordwest-Schweizer-Rundfahrt, ma fu il suo ultimo risultato.
Anche suo fratello Albert fu un ciclista, che corse esclusivamente come individuale.

## Palmarès
- 1952 (Condor, una vittoria)

Nordwest-Schweizer-Rundfahrt

### Altri successi
- 1948 (Cilo, una vittoria)

Criterium di Oerlikon
- 1950 (Feru/Exspresse, una vittoria)

Grand Prix Sälipark - Olten (Criterium)

## Piazzamenti

### Grandi giri
- Tour de France

1951: 28º

### Classiche monumento
- Milano-Sanremo

1948: 45º
1951: 75º
- Parigi-Roubaix

1949: 102º

### Competizioni mondiali
- Campionati del mondo su strada

Valkemburg 1948 - In linea: ritirato